# Ванкувър Канъкс
„Ванкувър Канъкс“ е клуб от НХЛ в гр. Ванкувър, провинция Британска Колумбия, Канада.
Състезава се в западната конференция, северозападна дивизия.

## Факти
- Основан: 1945;
- Присъединяване към ХНЛ: сезон 1970/71;
- Арена: „Дженерал Моторс Плейс“;
  - Предишни арени: „Пасифик Колизеум“ (1970 – 1995);
- Финалисти за купа Стенли: 2 пъти – сезон 1981/82 - загубен и сезон 1993/94 – загубен
- Талисман: Косатката Фин (в превод: „перка“)